# نیکولا پلتز
نیکولا آن پلتز (انگلیسی: Nicola Anne Peltz؛ زادهٔ ۹ ژانویهٔ ۱۹۹۵) یک هنرپیشه اهل ایالات متحده آمریکا است. وی از سال ۲۰۰۶ میلادی تا کنون مشغول فعالیت بوده‌است.
از فیلم‌ها یا برنامه‌های تلویزیونی که وی در آن نقش داشته‌است می‌توان به آخرین بادافزار، تبدیل‌شوندگان: عصر انقراض، متل بیتس اشاره کرد.

## زندگی شخصی
پلتز از دسامبر ۲۰۱۶ تا می ۲۰۱۸ با مدل انور حدید رابطه دوستی داشت.
پلتز رابطه جدیدی را با بروکلین بکهام از سال ۲۰۱۹ شروع کرده و در یازده جولای ۲۰۲۰ با یکدیگر نامزد کردند.
در آپریل ۲۰۲۲ در یک مراسم یهودی در فلوریدا ازدواج کردند.

## فیلم‌شناسی
| سال  | عنوان                      | نقش         | توضیحات                       |
| ---- | -------------------------- | ----------- | ----------------------------- |
| ۲۰۰۶ | عرشه سالن‌ها                | مکنزی       |                               |
| ۲۰۰۸ | هارولد                     | بکی         |                               |
| ۲۰۱۰ | آخرین بادافزار             | کاتارا      |                               |
| ۲۰۱۲ | چشم طوفان                  | رنی کیت     |                               |
| ۲۰۱۴ | تبدیل‌شوندگان: عصر انقراض   | تسا ایگر    |                               |
| ۲۰۱۴ | افسرده                     | کیت میلر    |                               |
| ۲۰۱۶ | جوانان در اورگن            | آنی گلیسون  |                               |
| ۲۰۱۷ | تبدیل‌شوندگان: آخرین شوالیه | تسا ایگر    | فقط صدا به عنوان حضور افتخاری |
| ۲۰۱۸ | جاده فرعی                  | امبر آلتمیر |                               |
| ۲۰۱۸ | خانه ما                    | هانا        |                               |
| ۲۰۲۰ | تعطیلات                    | فلیسیتی     |                               |
| TBA  | لولا جیمز                  | لولا جیمز   | نخستین تجربه کارگردانی        |